# Xã Derinda, Quận Jo Daviess, Illinois
Xã Derinda (tiếng Anh: Derinda Township) là một xã thuộc quận Jo Daviess, tiểu bang Illinois, Hoa Kỳ. Năm 2010, dân số của xã này là 321 người.